# Łączka (Silésie)
Pour les articles homonymes, voir Łączka.
Łączka est une localité polonaise de la gmina de Dębowiec, située dans le powiat de Cieszyn en voïvodie de Silésie.